# British Institute of Radiology
 (août 2013).
Le British Institute of Radiology (BIR) est une société savante de radiologie à but caritatif, basée à Londres au Royaume-Uni. Créé le 2 avril 1897, il s’agit du plus ancien institut de ce type dans le monde.

## Histoire
Le British Institute of Radiology (BIR) est une société savante de radiologie à but caritatif, basée à Londres au Royaume-Uni. Créé le 2 avril 1897, il s’agit du plus ancien institut de ce type dans le monde.

## Objectifs
Cette société savante provient de deux structures distinctes : The X-Ray Society, créée en avril 1897, et la Röntgen Society. Ces deux structures ont été constituées à la suite de la découverte des rayons X par Wilhelm Röntgen en 1895. La fusion des deux sociétés pour former le BIR est officialisée en 1927. Le BIR est enregistré comme organisme de bienfaisance depuis 1963.
D'après le British Institute of Radiology Mission Statement, les objectifs du BIR sont :
- la promotion de l'étude et de la pratique des sciences et des arts dans tous ses aspects en ce qui concernent la radiologie et les applications médicales de la médecine nucléaire,
- la promotion de l'activité des radiologistes, des radio-biologistes, des manipulateurs et des ingénieurs en imagerie médicale ou industrielle, et l'utilisation des substances radioactives,
- la diffusion des connaissances concernant tous les aspects de la radiologie, radiobiologie et des isotopes radioactifs en application médicale.

## Direction
La présidence du BIR a été assurée par :
- 1897-98 : Silvanus P Thompson (en)[3]
- 1904-1905 : Charles Thurstan Holland (en)
- 1905-1906 : Frederick Soddy
- 1907-1908 : William Duddell[3]
- 1909-1910 : Charles Phillips (en)
- 1911-1912 : Alan Archibald Campbell-Swinton (en)
- 1914-1915 : Alfred Pearce Gould (en)
- 1922-1923 : Sir Humphry Rolleston (en)[3]
- 1923-1924 : Oliver Lodge[3]
- 1925-1926 : Francis William Aston
- 1929-1930 : Charles Thurstan Holland (en)
- 1930-1931 : Charles Phillips (en)
- 1942-1943 : William Valentine Mayneord (en)
- 1973-1974 : Frank Farmer[3]
- 2003-2004 : Janet Husband (en)[3]

## Publications
Le British Institute of Radiology publie plusieurs journaux scientifiques :
- British Journal of Radiology5, the official journal of the British Institute of Radiology.  (ISSN 0007-1285 et 1748-880X).
- Imaging6,  (ISSN 0965-6812 et 1748-8818).
- Dentomaxillofacial Radiology7, the official journal of the International Association of Dentomaxillofacial Radiology (IADMFR).  (ISSN 0250-832X et 1476-542X).